# Csány György (alispán)
Csányi Csány György (? – Csány, Zala vármegye, 1767. február 15.), Zala vármegye alispánja, földbirtokos.

A Buzád-Hahót nemzetség címere

## Élete
A középbirtokos, ősrégi nemesi Hahót-Buzád nemzetségből származó csányi Csány család sarja. Apja csányi Csány Ferenc, édesanyja nagyunyomi Akács Mária úrnő volt. Az apai nagyszülei Csányi Bernát (fl. 1633–†1664), várkapitány, földbirtokos és Keczor Anna (1657-1665) voltak, az anyai nagyapja nagyunyomi Akács László, földbirtokos volt.
Csány Ferenc 1731-ben még vett részt családi pereskedésekben, azonban 1732-ben Akács Mária már az özvegye volt. Apai nagyszülei ifjabb Csány Bernát (1630-1664), törökverő katona, és Keczer Anna voltak. Több fivére volt: az egyik idősebb Csány László (1704-1771), vasi szolgabíró volt, akinek az unokája Csány Bernátnak a fia, csányi Csány László (1790–1849) politikus, közlekedési miniszter, az 1848–49-es szabadságharc vértanúja volt.
Csány György fiatal korában, 1737-ben a Vasvári káptalan jegyzője volt. Később, a vármegye szolgálatába állt. 1758. január 22. és 1760. január 9. között Zala vármegye első alispánja volt.

## Házassága és gyermekei
Táplánszentkereszten kötött házasságot, 1738. január 1-jén, felesége táplánfalvi Nagy Terézia (Táplánszentkereszt, 1720. november 15.–Táplánszentkereszt, 1803. június 30.), táplánfalvi Nagy István (1683–1732), földbirtokos és lukafalvi Zarka Klára hajadon lánya lett. A menyasszony egyik leánytestvére táplánfalvi Nagy Zsófia volt, akinek a férje pókafalvi Póka Ádám táblabíró, földbirtokos volt.
Csány György és táplánfalvi Nagy Terézia házasságából az alábbi fiaik születtek:
- Csány Márton (1751–1807) Zala vármegye főügyésze; felesége, nemes Pribek Mária (1766–1819) lett.
- Csány Mihály (1754–1837); neje nemes Horváth Terézia (?–?) lett.